# Percevan
Percevan är en fransk tecknad serie skapad av Jean Léturgie(manus, tillsammans med Xavier Fauche för album 2-8) samt Philippe Luguy (bild). De fem första albumen publicerades på svenska av Serieförlaget/Hemmets Journals förlag under slutet av 1980-talet. Fram till 2020 har 16 album givits ut på franska.
Serien är en komisk äventyrsserie i medeltida miljö, och med återkommande fantasy-inslag.

## Utgivning
1. Les Trois Étoiles d'Ingaar (1982; på svenska som Agnars tre stjärnor)
2. Le Tombeau des Glaces (1983; Agnars krona)
3. L'Épée de Ganaël (1984; Ganaels svärd)
4. Le Pays d'Aslor (1985; Trollkarlens land)
5. Le Sablier d'El Jerada (1986; El Jeradas timglas)
6. Les Clefs de feu (1988)
7. Les Seigneurs de l'enfer (1992)
8. La Table d'émeraude (1995)
9. L'Arcantane noire (1996)
10. Le Maître des étoiles (1998)
11. Les Sceaux de l'apocalypse (2001)
12. Le Septième sceau (2004)
13. Les Terres sans retour (2010)
14. Les Marches d’Eliandysse (2011)
15. Le Huitième royaume (2013)
16. La Magicienne des eaux profondes (2020)